# Feia nympha
Feia nympha är en fiskart som beskrevs av Smith, 1959. Feia nympha ingår i släktet Feia och familjen smörbultsfiskar. Inga underarter finns listade i Catalogue of Life.